# Angst vor der Schande
Angst vor der Schande (Originaltitel My Foolish Heart) ist ein US-amerikanisches Filmdrama unter Regie von Mark Robson aus dem Jahr 1949. Es basiert auf der 1948 erstmals erschienenen Kurzgeschichte Uncle Wiggily in Connecticut von J. D. Salinger und ist bis heute die einzige Adaption eines Salinger-Werkes.

## Handlung
Ende der 1940er-Jahre steckt Eloise Winters in einer lieblosen Ehe mit dem Geschäftsmann Lewis Wengler. Unerwartet erhält sie Besuch von ihrer ehemaligen Freundin Mary Jane, mit der sie vor Jahren offenbar im Streit auseinandergegangen war. Mary Jane bemerkt die schwierige Situation im Haus: Eloise hat ein Alkoholproblem und schenkt ihrer Tochter Ramona, die ganz in ihrer kindlichen Welt lebt und sich einen unsichtbaren Freund ausgedacht hat, nur wenig Aufmerksamkeit. Als Lewis am Abend nach Hause zurückkehrt, kündigt er seiner Frau an, sich von ihr scheiden lassen und das Sorgerecht für Ramona haben zu wollen – insbesondere letzteres löst bei Eloise einen Wutanfall aus. Als sie in ihrem Schlafzimmer eines ihrer alten Kleider entdeckt, erinnert sie sich an ihre erste Liebe zurück, die mit dem Kleid – und auch ihrer jetzigen Situation – zusammenhängt. Es beginnt eine längere Rückblende.
Mit diesem Kleid besuchte Eloise, damals Studentin an einer ausschließlich für Frauen zugänglichen Hochschule in New York, einen Ball. Als ihre Mitschülerin Miriam Ball ein herablassendes Wort über ihr Kleid fallen lässt, wird Eloise überraschend von einem fremden jungen Mann verteidigt. Eloise tanzt kurz mit dem jungen Mann namens Walt Dreiser, den sie sofort attraktiv findet, ehe dieser sich auf den Weg zur nächsten Party macht. Ein paar Tage vergehen und schließlich erhält Eloise einen Anruf von Walt. Dieser lädt sie in etwas heruntergekommenes Restaurant und danach in seine kleine Wohnung ein, wo er sie mit offenbar eingeübter Masche zu verführen sucht. Eloise will sich das aber nicht bieten lassen, weist ihn zunächst zurück und fängt stattdessen an, etwas Ordnung in Walts Wohnung zu bringen – während sie zugleich ihr Interesse an einer dauerhafteren Beziehung bekundet. Walt beginnt sich durch ihre Aufrichtigkeit erstmals ernsthaft für sie zu interessieren. Die sich langsam entwickelnde Beziehung wird aber bald gestört: Walt wird in den Zweiten Weltkrieg einberufen und kann sich nur noch sehr selten mit Eloise treffen.
Als die beiden sich einmal nicht voneinander verabschieden wollen oder können, werden sie von der Dekanin des Mädcheninternats nachts im Fahrstuhl erwischt. Das führt zu Eloises Entlassung aus der Hochschule. Mit ihren Eltern soll Eloise daraufhin in ihre recht provinzielle Heimatstadt Boise zurückkehren, doch Eloise überzeugt ihren herzensguten Vater Henry davon, dass Walt ihre große Liebe ist und sie in seiner Nähe bleiben will. Eloise sucht sich eine kleine Anstellung und es kommt zu weiteren Treffen, wobei Walt einer Heirat kritisch gegenübersteht, da ihm als Soldat eine ungewisse Zukunft bevorsteht. Eloises Vater vertraut ihr an, dass er ihre Mutter vor seiner Einberufung in den Ersten Weltkrieg überstürzt geheiratet habe, nur um nachher feststellen zu müssen, dass er sie nicht wirklich kannte oder liebte. Nach dem Angriff auf Pearl Harbor soll Walt in Europa stationiert werden. Am letzten gemeinsamen Abend entscheidet sich Eloise zögerlich dafür, die Nacht mit Walt zu verbringen.
Eloise muss feststellen, dass sie von Walt schwanger ist, und verbirgt ihren Zustand vor allen außer ihrer besten Freundin Mary Jane. Sie lässt auch Walt nichts davon wissen, da sie will, dass er sie aus Liebe und nicht unter Zwang heiratet. Walt schreibt ihr schließlich einen Brief, dass er sie gerne heiraten würde. Allerdings stirbt er direkt danach bei einem Flugzeugabsturz. Eloise bleibt keine Zeit für Trauer, denn sie muss an das Kind denken. Sie will sich ihrem Vater anvertrauen, doch dieser ist inzwischen schwer herzkrank und kann keine Aufregung mehr vertragen. Schließlich sieht sie keinen anderen Ausweg, als überstürzt und ohne echte Gefühle Lewis Wengler zu heiraten, der ihr schon vor einiger Zeit erfolglos den Hof gemacht hatte, und dadurch das Kind zu legitimieren. Dadurch zerbricht auch ihre Freundschaft mit Mary Jane, die schon lange in Lewis verliebt ist und sich zwischenzeitlich mühsam eine Beziehung mit ihm erarbeitet hatte.
Zurück in der Gegenwart erwacht Eloise in ihrem Bett und will Lewis gestatten, dass er und Mary Jane zusammenleben können und das Sorgerecht für Ramona bekommen. Als Mary Jane und Lewis allerdings sehen, wie Eloise, durch ihre Selbsterkenntnis und die Erinnerungen offenbar verändert, zärtlich mit Ramona umgeht (offensichtlich das Kind von ihr und Walt), ändern sie ihre Meinung. Während Mary Jane und Lewis wegfahren, bleibt Eloise mit ihrer Tochter zurück.

## Produktionshintergrund
Der junge, einem breiten Publikum noch recht unbekannte J. D. Salinger freute sich zunächst, dass seine Kurzgeschichte Onkel Wiggily in Connecticut – 1948 erstmals im Magazin New Yorker erschienen und später auch Teil von Salingers Kurzgeschichtensammlung Neun Erzählungen – in Hollywood verfilmt wurde. Über den schlussendlichen Film war er allerdings entsetzt. Dabei hält sich der Film in seiner Rahmenhandlung in vielen Punkten an Salingers Kurzgeschichte, erfindet aber insbesondere für die Rückblenden einige neue Charaktere und lässt so die für die Kurzgeschichte zentrale Figur der Tochter Ramona unbedeutender wirken. Der rassistische Umgang von Eloise mit ihrem schwarzen Dienstmädchen wird gar nicht im Film thematisiert. Man kann darüber spekulieren, ob eine solche Szene in der Postproduktion des Filmes herausgeschnitten wurde, da die oft als Dienstmädchen besetzte Afroamerikanerin Marietta Canty zwar im Abspann für die Nebenrolle der Delilah erwähnt wird, aber nie im Film zu sehen ist. Walt stirbt in der Kurzgeschichte auch nicht bei einem Flugzeugabsturz, sondern beim Auspacken eines von einem Vorgesetzten bestellten Feuertopfes – somit geht die betonte Absurdität seines Todesfalls verloren. Die bei Salinger zentrale Kritik an der Unehrlichkeit und Konformität der bürgerlichen Sicht der USA geht in der Verfilmung meistens unter. Wahrscheinlich aufgrund seiner Erfahrungen mit dieser Verfilmung gestattete Salinger später keine weiteren Adaptionen seiner Werke, was insbesondere seinen Welterfolg Der Fänger im Roggen betraf, bei dem sich im Laufe der Jahrzehnte viele Hollywood-Größen ohne Erfolg um die Filmrechte bewarben.
Zunächst war Teresa Wright für die Rolle der Eloise vorgesehen, sie zerstritt sich allerdings vor Beginn der Dreharbeiten mit Produzent Samuel Goldwyn, sodass Susan Hayward in letzter Minute verpflichtet werden musste. Mary Wills war die Kostümbildnerin des Filmes, wobei die Kostüme für Susan Hayward von der legendären Edith Head entworfen wurden; das Szenenbild schuft Richard Day, die weitere Ausstattung der Filmsets besorgte Julia Heron. Für Lois Wheeler Snow (1920–2018), die im Film die wichtige Rolle der Mary Jane spielt, blieb es ihr einziger Filmauftritt. Ansonsten arbeitete sie als Theater- und Fernsehschauspielerin, später erreichte die Ehefrau des Journalisten Edgar Snow auch als Menschenrechtsaktivistin größere Aufmerksamkeit.
Das von Victor Young (Musik) und Ned Washington (Text) für den Film geschriebene Lied My Foolish Heart wurde später von zahlreichen Künstlern gecovert und entwickelte er sich zu einem Jazzstandard.
Der Film feierte am 25. Dezember 1949 in Los Angeles seine Premiere, pünktlich vor dem Jahreswechsel, damit er noch für die nächste Oscarverleihung berücksichtigt werden konnte. Landesweit kam der Film im Januar 1950 in die amerikanischen Kinos. Mit Einnahmen von rund 1,725 Millionen US-Dollars an den amerikanischen Kinos war es ein kommerzieller Erfolg. In der Bundesrepublik Deutschland lief der Film am 25. August 1950 unter dem Titel Angst vor der Schande in den Kinos an.

## Auszeichnungen
Bei der Oscarverleihung 1950 wurden Susan Hayward als Beste Hauptdarstellerin sowie Victor Young und Ned Washington für den Besten Song nominiert.

## Kritiken
Die Kritiken für den Film fallen bis in die Gegenwart gemischt aus. Bob Thomas lobte das realistische Spiel der Hauptdarsteller und befand, es sei eine „feine, gut gemachte“ Romanze, zu der man die Taschentücher ins Kino mitbringen solle. Bosley Crowther von der New York Times bemerkte ebenfalls, dass der Film offenbar die Tränendrüsen der Zuschauer reizen wolle, war aber weniger angetan. Goldwyns Film sei erstklassig produziert, die Filmkomponisten und Drehbuchautoren hätten ebenfalls Lob verdient, aber die Behandlung des zentralen Filmthemas sei so „naiv-sentimental“, dass sie höchstens in eine frühere Ära wie den amerikanischen Bürgerkrieg passen würde. Susan Hayward und Dana Andrews seien in den Hauptrollen fehlbesetzt und daher nicht immer glaubwürdig. Robert Keith sei in der schwierigen Nebenrolle von Eloises Vater die „authentischste Sache in dem Film“. John McCarten vom New Yorker, in dem die Kurzgeschichte ursprünglich erschienen war, verriss ihn als „voll von Seifenopern-Klischees“.
Zu den Verteidigern des Filmes zählt Andrew Sarris, der in seinem 1991 erschienenen Essay The Heart is a Lonely Hunter darauf hinwies, dass man aus Salingers Kurzgeschichte kaum mehr als einige Sätze für den Film hätte abstrahieren können. Sarris schrieb, dass er den Film auch aus persönlichen Gründen verteidige, da er und sein Bruder ihn als junge Männer sehr gemocht hätten: Die Art, wie Susan Hayward jede Krise wie eine „in Brooklyn geborene Scarlett O’Hara“ mit ihrer taffen Art meistere, und die Filmmusik von Victor Young hätten sie damals sehr begeistert. Im Gegensatz zu Salinger, für den Erwachsenwerden üblicherweise etwas Schreckliches gewesen sei, gelinge es dem Film auch, Veränderungen von Charakteren zu betonen – etwa wenn sich der Frauenheld Walt durch die bedingungslose Liebe von Eloise zu zügeln beginne. Andrews und Hayward hätten für junge Menschen in den 1940er-Jahren wie ihn das „Delirium von Erinnerung und Sehnsucht“ dargestellt.
Der Filmdienst war wohlwollend gestimmt: „Gut gespieltes, psychologisches Frauendrama, längst nicht so pathetisch und kitschig, wie der deutsche Verleihtitel glauben machen will.“